# Barentsburg

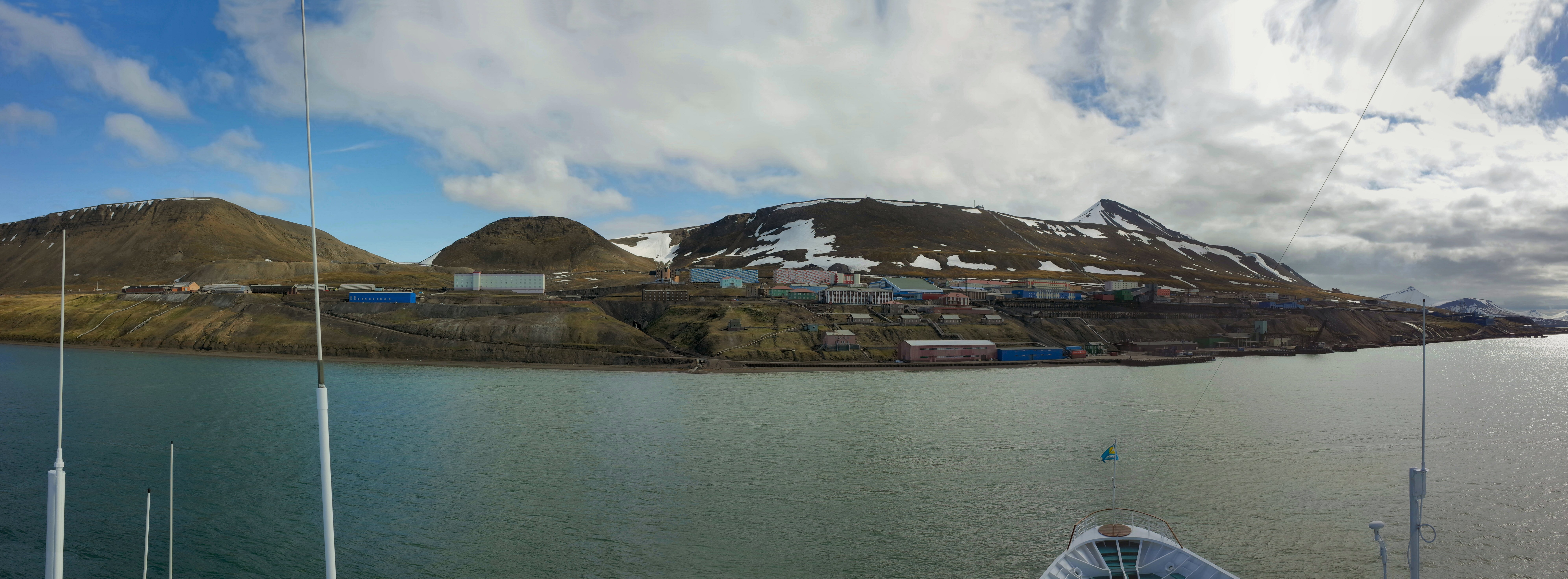
Blick auf Barentsburg

Barentsburg (russisch Баренцбург) ist eine russische Polarstation und Bergarbeitersiedlung am Isfjord auf der norwegischen Insel Spitzbergen. Russland unterhält dort ein Konsulat.

## Geschichte
Durch den Spitzbergenvertrag erwarb Russland im Jahr 1920 die Rechte, dort Bergbau zu betreiben. Barentsburg wurde 1932 gegründet und ist nach Longyearbyen der zweitgrößte Ort auf der Insel. Er wird hauptsächlich von russischen Bergarbeitern bewohnt. Es gibt ein Hotel mit 43 Zimmern für Besucher des Bergwerkes (Stand: 2022). Die Entfernung nach Longyearbyen beträgt etwa 55 Kilometer. Die beiden Siedlungen sind nicht durch befestigte Straßen verbunden. Im Sommer verbinden Schiffe oder Helikopter die Orte, im Winter Schneemobile oder Hundeschlitten.
Die Bedeutung des Tourismus und der Siedlung als Forschungsstandort nimmt zu. Im Frühling und im Herbst kann man den Ort mit Schneemobilen touristisch erkunden. Im Sommer ist Barentsburg von Longyearbyen aus auch zu Fuß unter expeditionsähnlichen Bedingungen eines Wildnistrekking in zwei Tagen zu erreichen.
Die Einwohnerzahl sinkt stetig. Hatte Barentsburg in den 1990er Jahren zwischen 1100 und 1450 Bewohner und 2002 noch 900, waren es 2024 nur noch rund 300.
Infolge der Sanktionen gegen Russland nach dem russischen Überfall auf die Ukraine kann dort auch nicht mehr mit Kreditkarten gezahlt werden; es werden interne Geldkarten benutzt. Der Luftraum wurde zudem für russische Flugzeuge gesperrt. Die Versorgung der Siedlung geschieht per Schiff. Der Dorfladen führt nur ein Grundsortiment; darüber hinausgehende Wünsche werden per Bestellung erledigt. 

## Bergbau
Das russische Unternehmen Trust Arktikugol (Арктикуголь) betreibt bei Barentsburg ein Steinkohlebergwerk. Fast ein Drittel der Förderung wird zur Heizung der örtlichen Gebäude verbraucht. Im Jahr 2006 kam es im Bergwerk zu einem schwelenden Feuer, das zwar wieder gelöscht werden konnte, aber zu Spekulationen über die Sicherheit der Einrichtungen führte. Nachdem sich im Jahr 2013 erneut drei schwere Grubenunglücken mit zwei Toten und einem Schwerverletzten ereignet hatten, belegte der Sysselmann die Bergbaugesellschaft Trust Arktikugol mit einem Bußgeld in Höhe von 1,3 Millionen norwegischen Kronen (ca. 154.000 Euro).
Aufgrund der Tiefe der Lagerstätte und der hohen Kosten der Versorgung der Bergleute vom Festland her ist der Kohleabbau unrentabel. Das Bergwerk förderte im Jahr 2022 nur 120.000 t Kohle. Da die Flöze in absehbarer Zeit abgebaut sein werden, wird seither noch weniger gefördert. Offenbar fuhren im Jahr 2024 täglich nur noch 20 bis 30 Bergleute unter Tage an. Vermutlich zögert die russische Regierung das Ende des Bergbaus auf Spitzbergen hinaus, um die daran gekoppelte Berechtigung einer russischen Präsenz auf der norwegischen Insel nicht zu verlieren.

## Klima
Barentsburg liegt im Grønfjorden, einem kleinen Seitenfjord des Isfjords. Die Jahresmitteltemperatur beträgt hier −6,1 °C, der Jahresniederschlag 525 mm.
|                        | Jan   | Feb   | Mär   | Apr   | Mai  | Jun | Jul | Aug | Sep | Okt  | Nov  | Dez   |   |      |
| Mittl. Temperatur (°C) | −14,1 | −14,7 | −14,5 | −11,4 | −4,1 | 1,6 | 5,5 | 4,5 | 0,5 | −4,9 | −9,5 | −12,3 | ⌀ | −6,1 |
|                        |       |       |       |       |      |     |     |     |     |      |      |       |   |      |
| Niederschlag (mm)      | 49    | 46    | 50    | 39    | 26   | 23  | 28  | 39  | 54  | 62   | 59   | 50    | Σ | 525  |

|  |

|  |

|  |

|  |

|  |

|  |

|  |

|  |

|  |

|  |

|  |

|  |

|  |

|  |

|  |

|  |

|  |

|  |

|  |

|  |

|  |

|  |

|  |

|  |

## Trivia
Beim Verlassen des Ortsgebietes ist – wie auf ganz Spitzbergen – das Mitführen von Schusswaffen gegen Eisbären üblich.

## Galerie

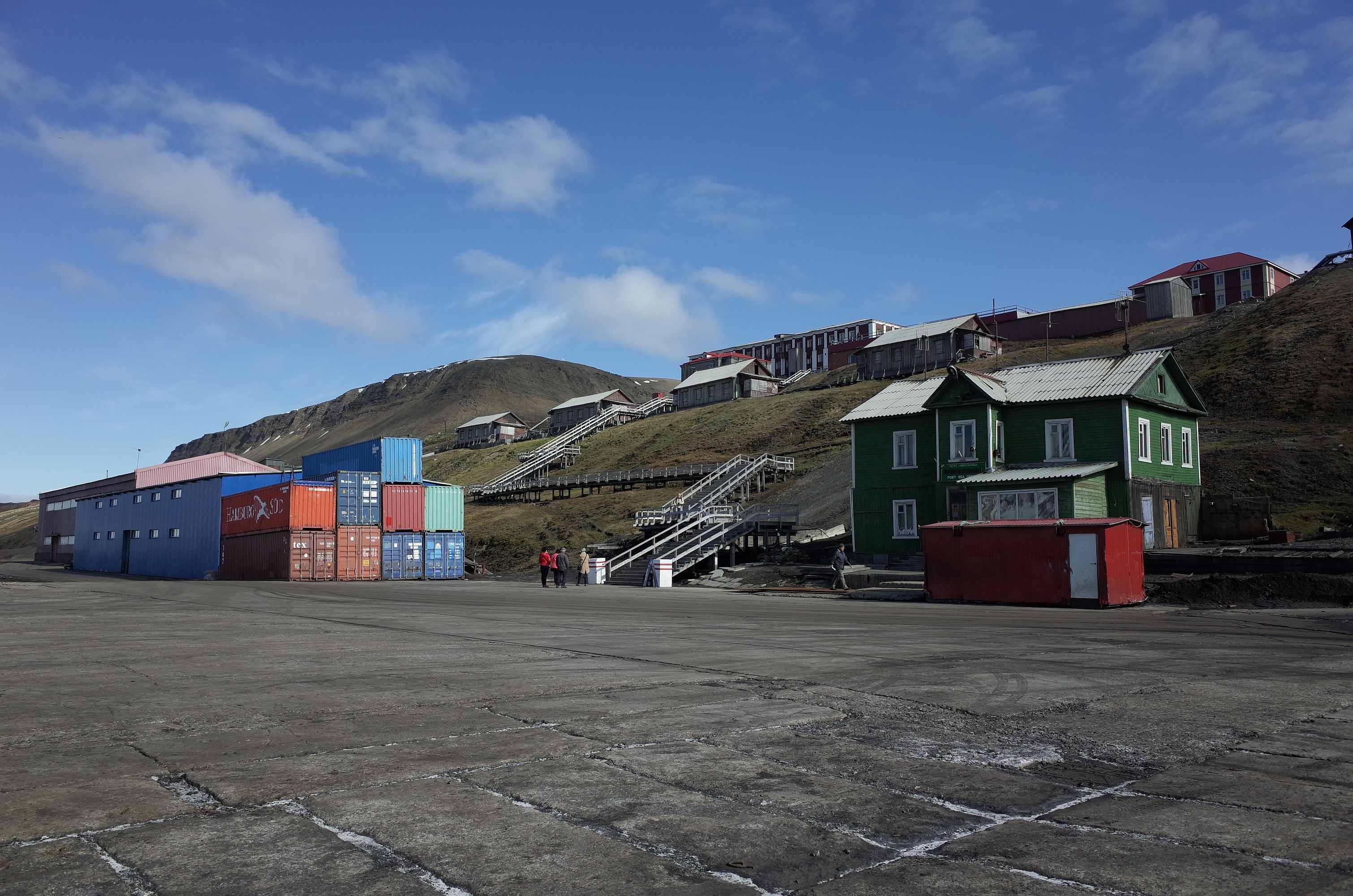
Treppe vom Hafen in den Ort
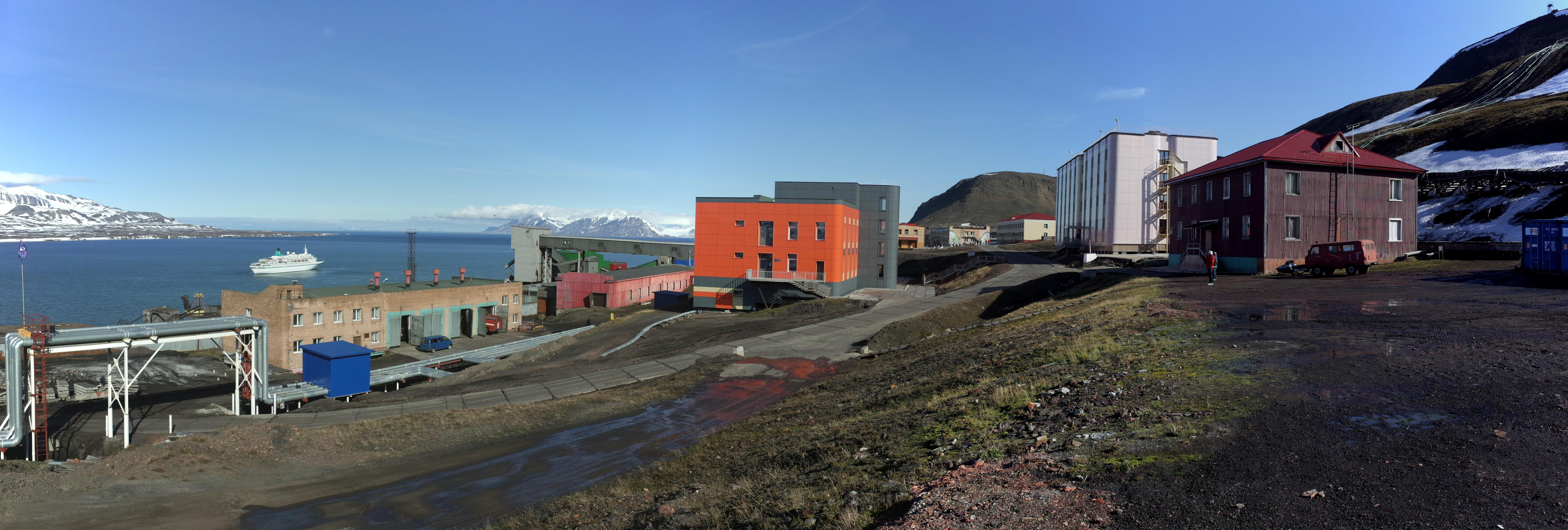
Hauptstraße durch Barentsburg
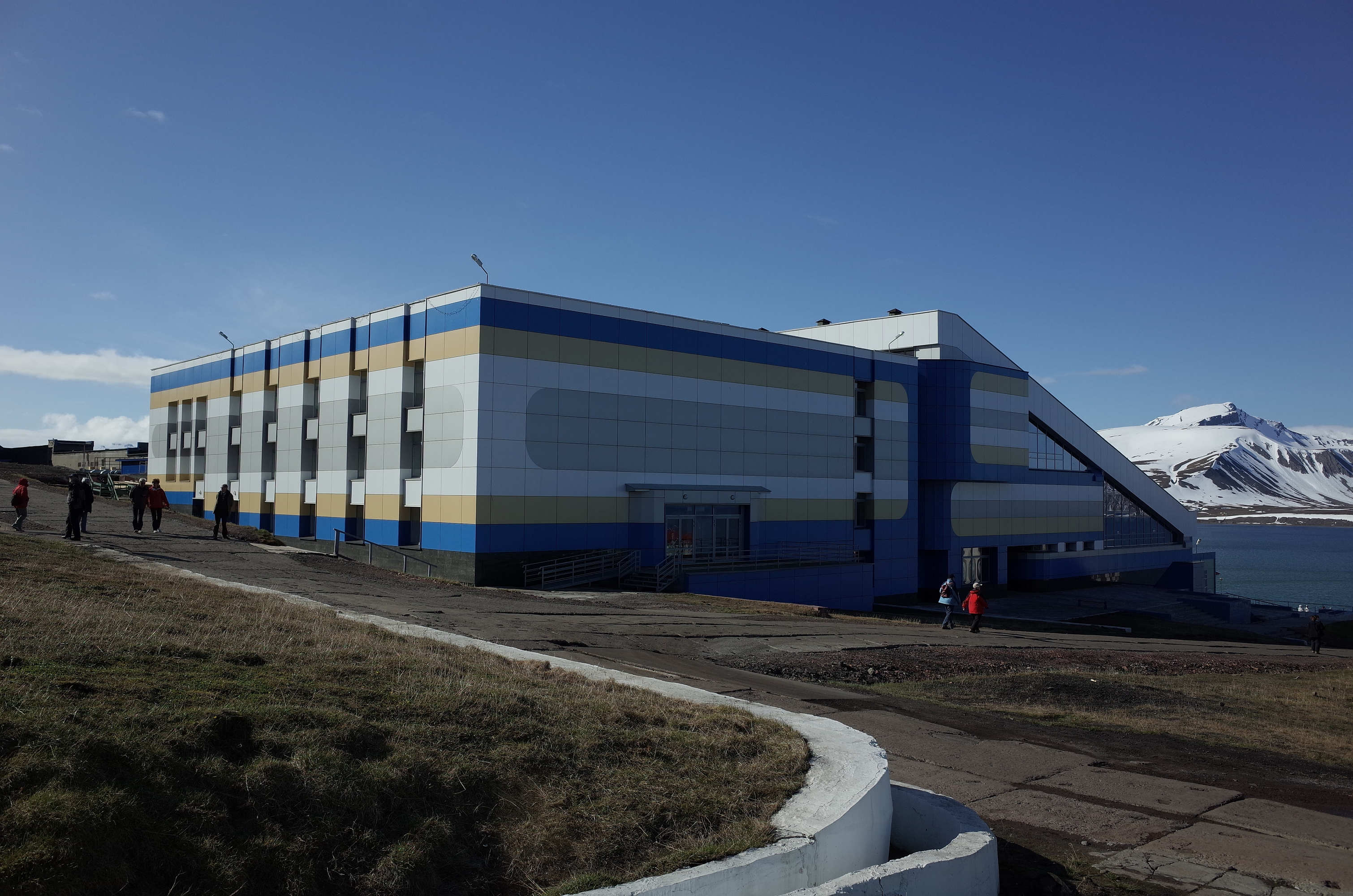
Kulturhaus und Schwimmhalle
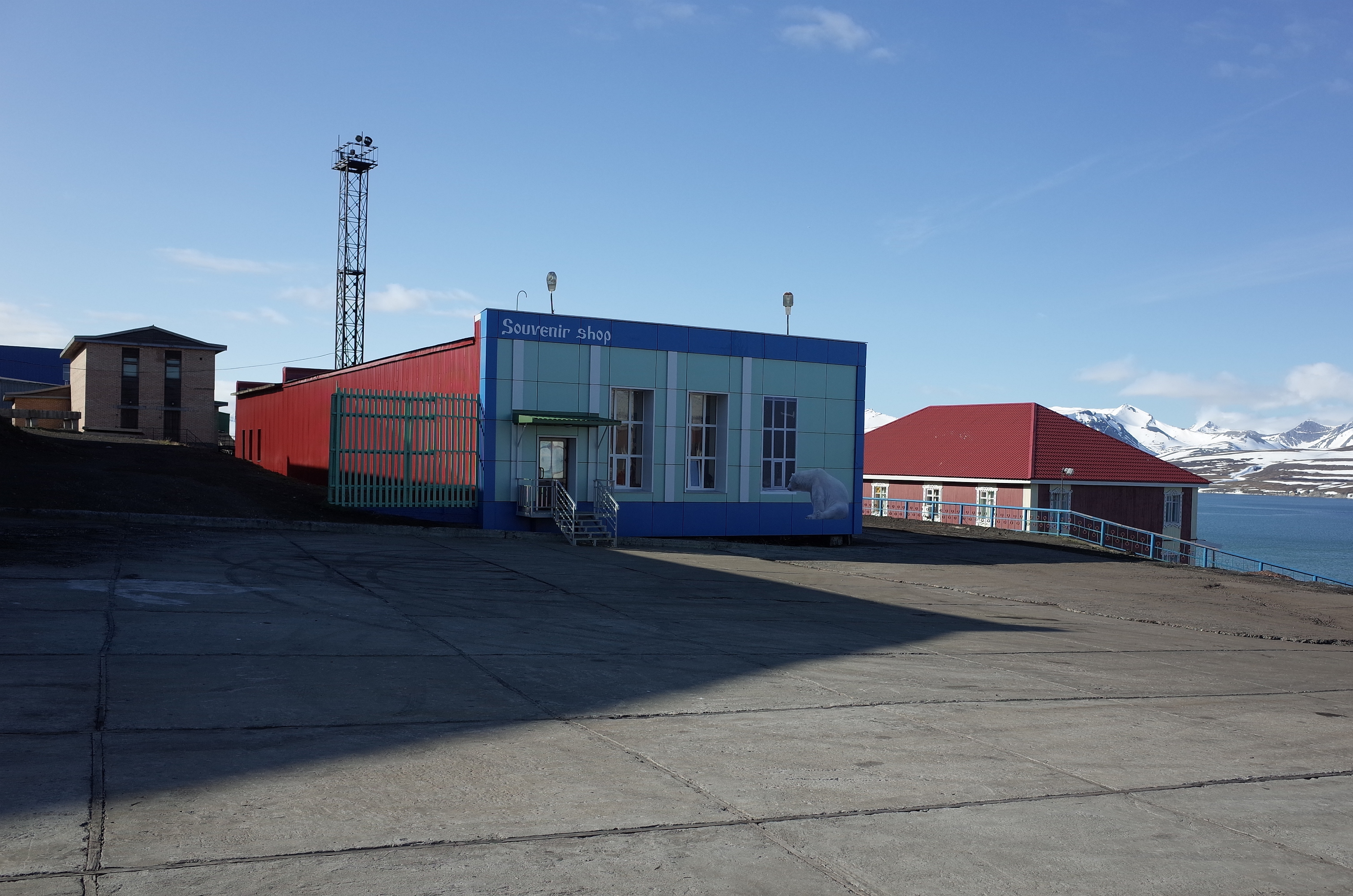
Souvenirshop neben dem Kulturhaus
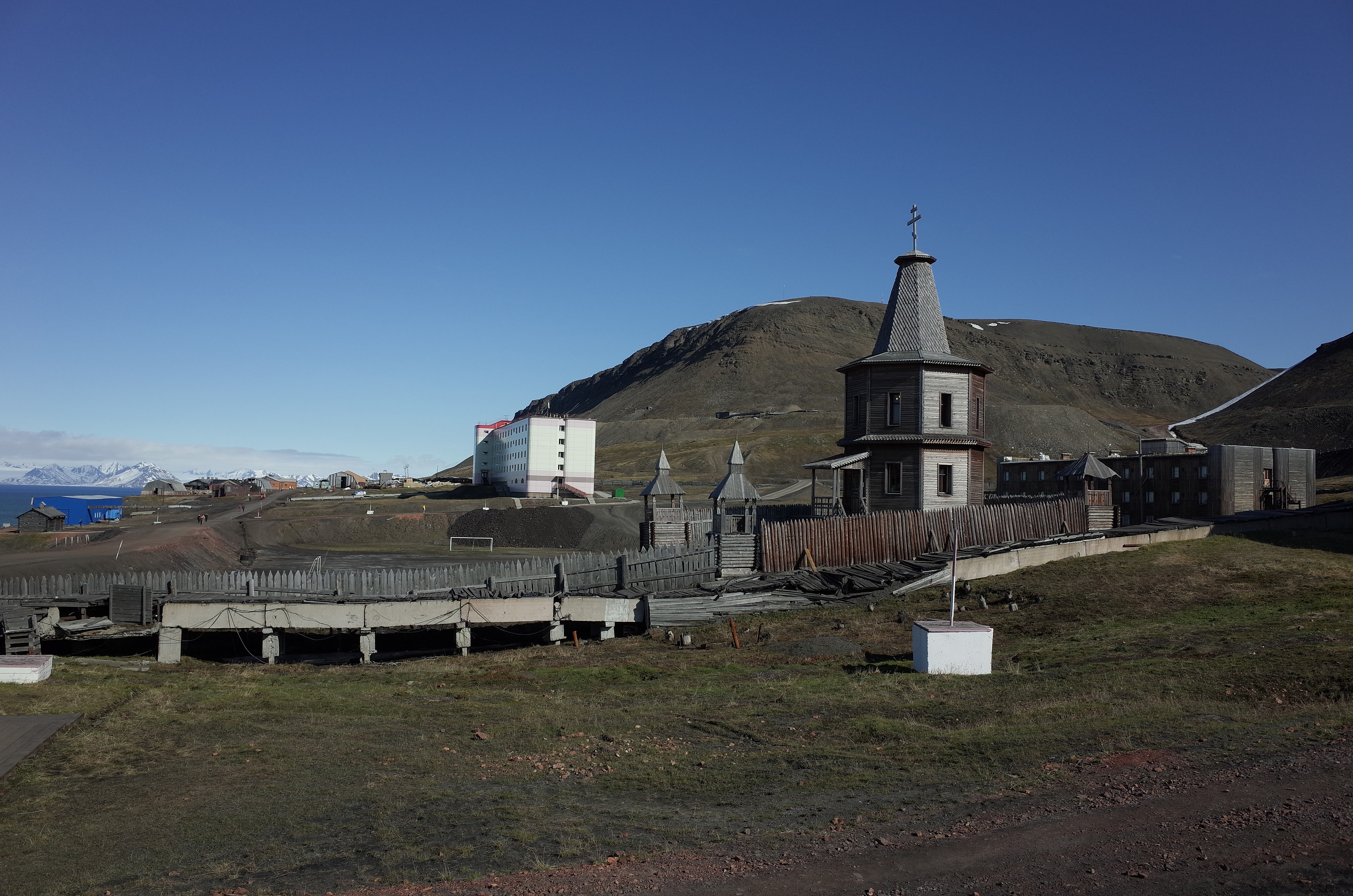
Kirche
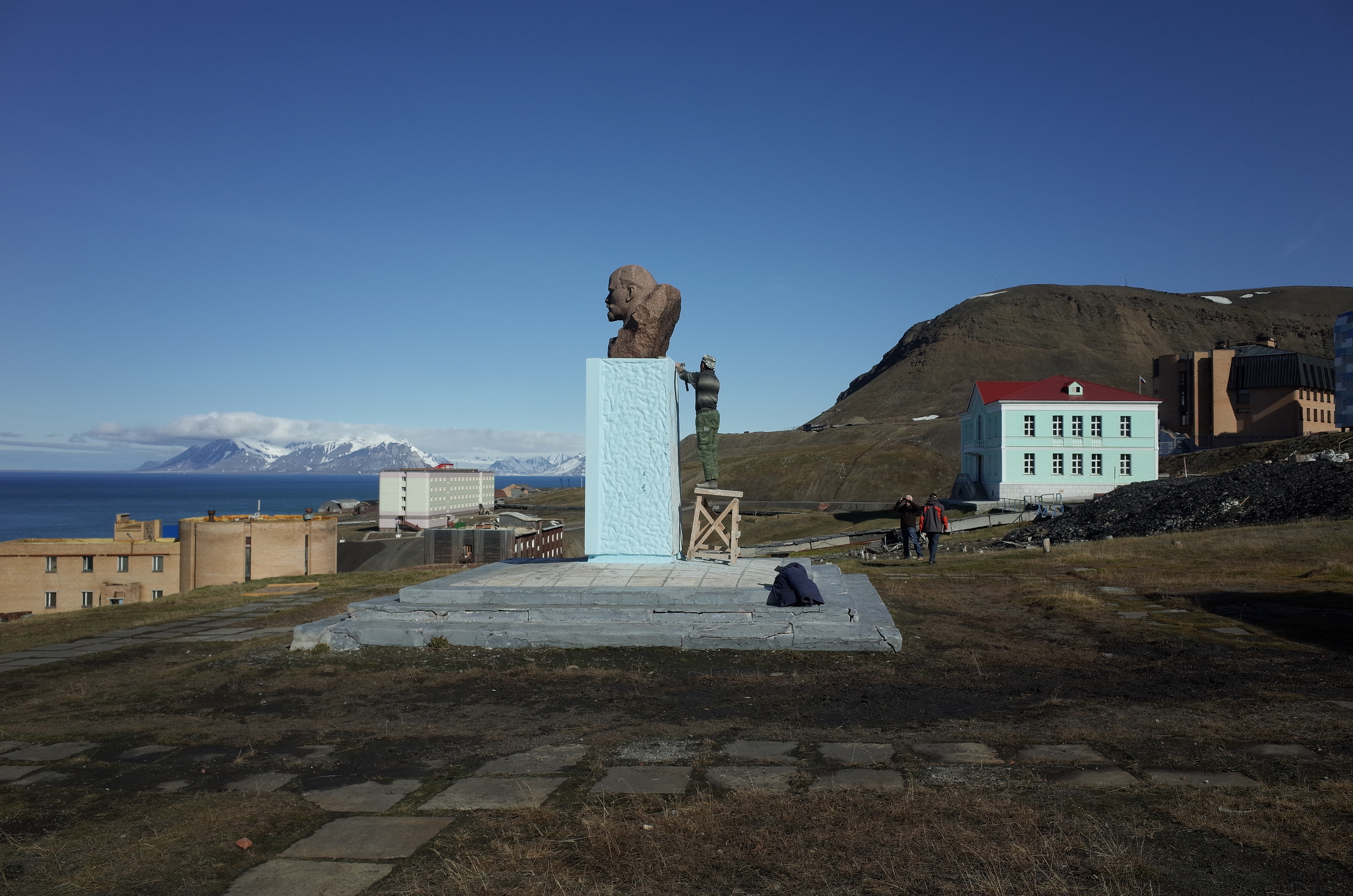
Lenindenkmal
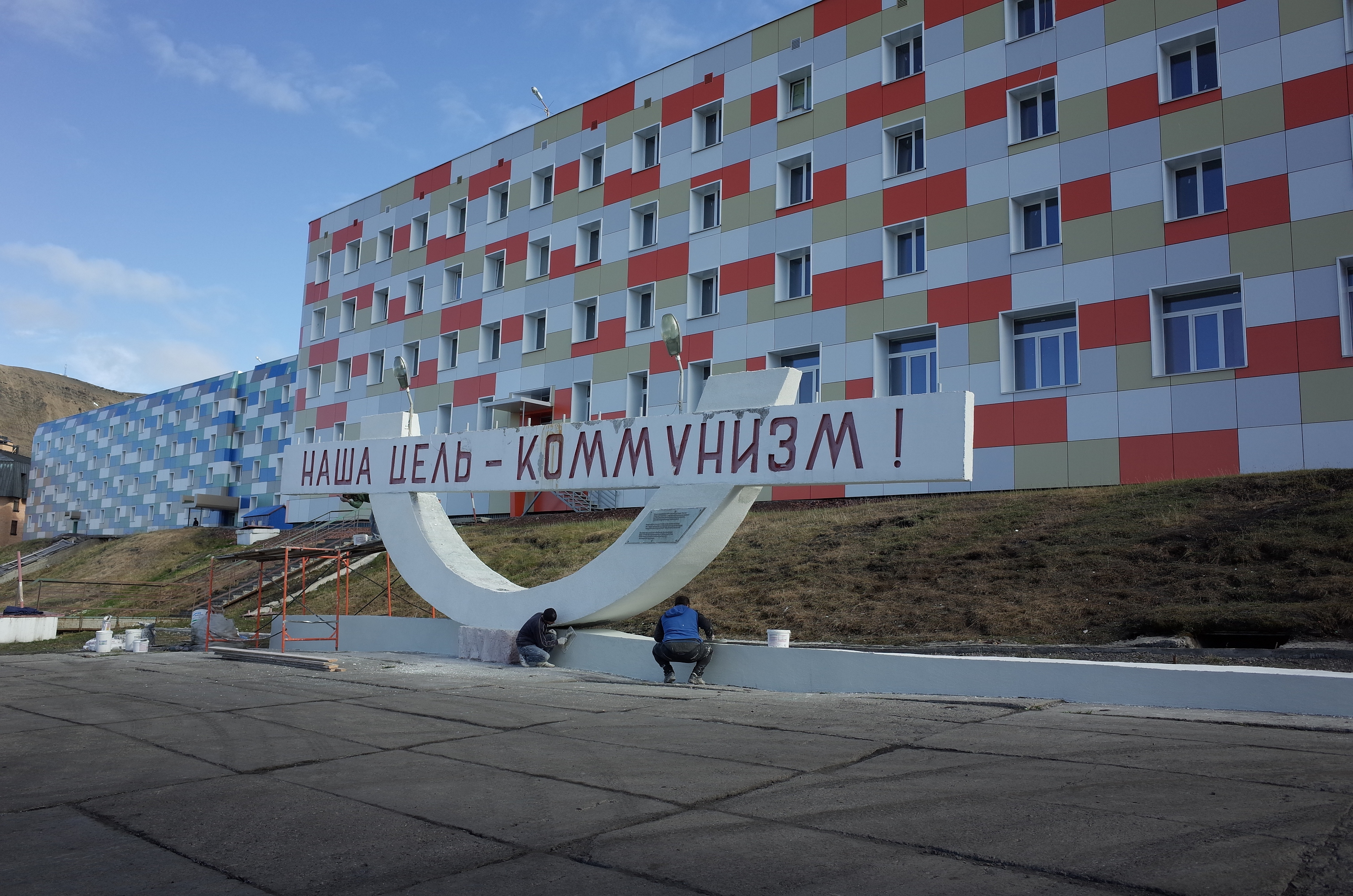
Sanierungsarbeiten
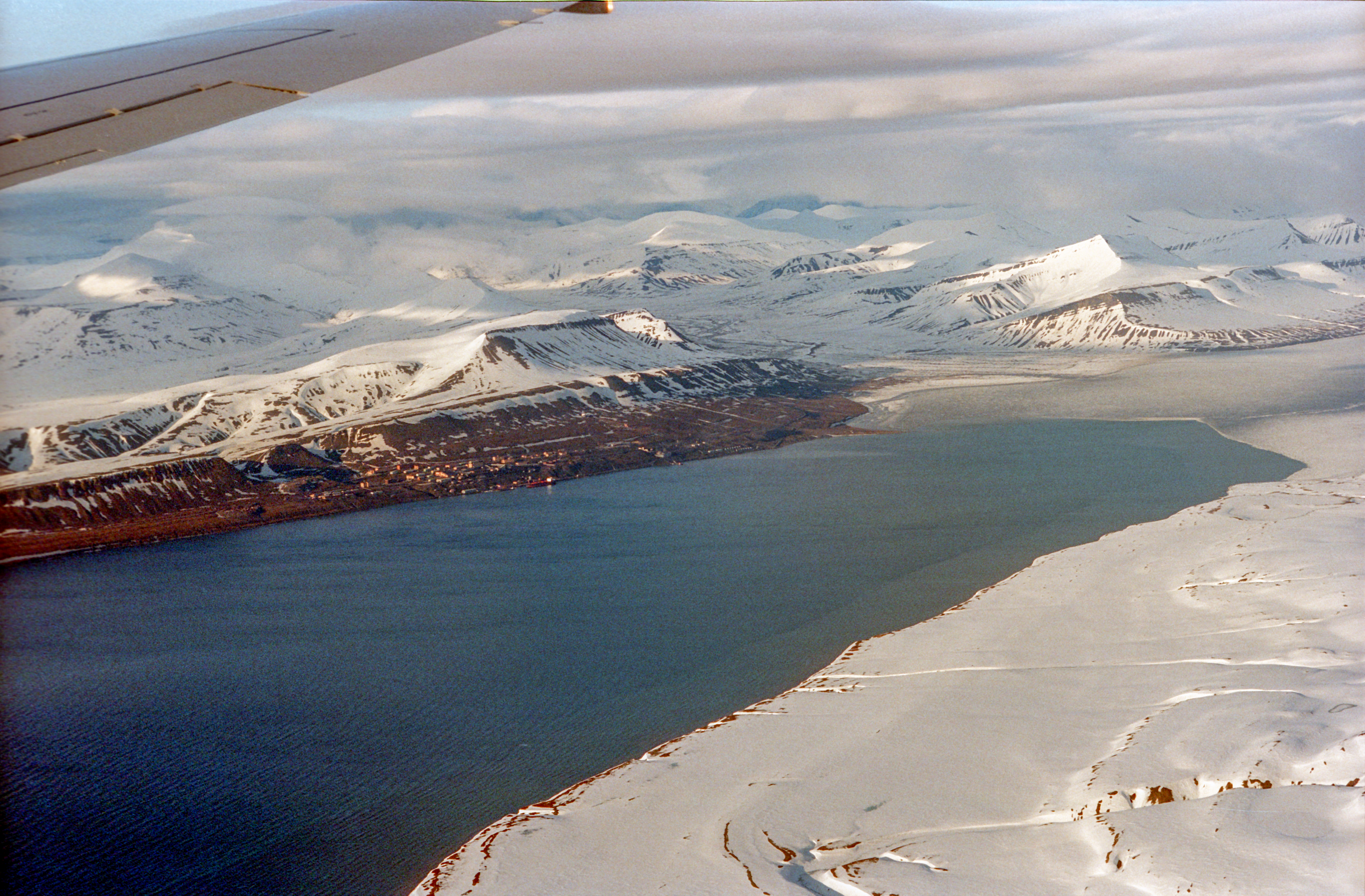
Barentsburg aus der Luft
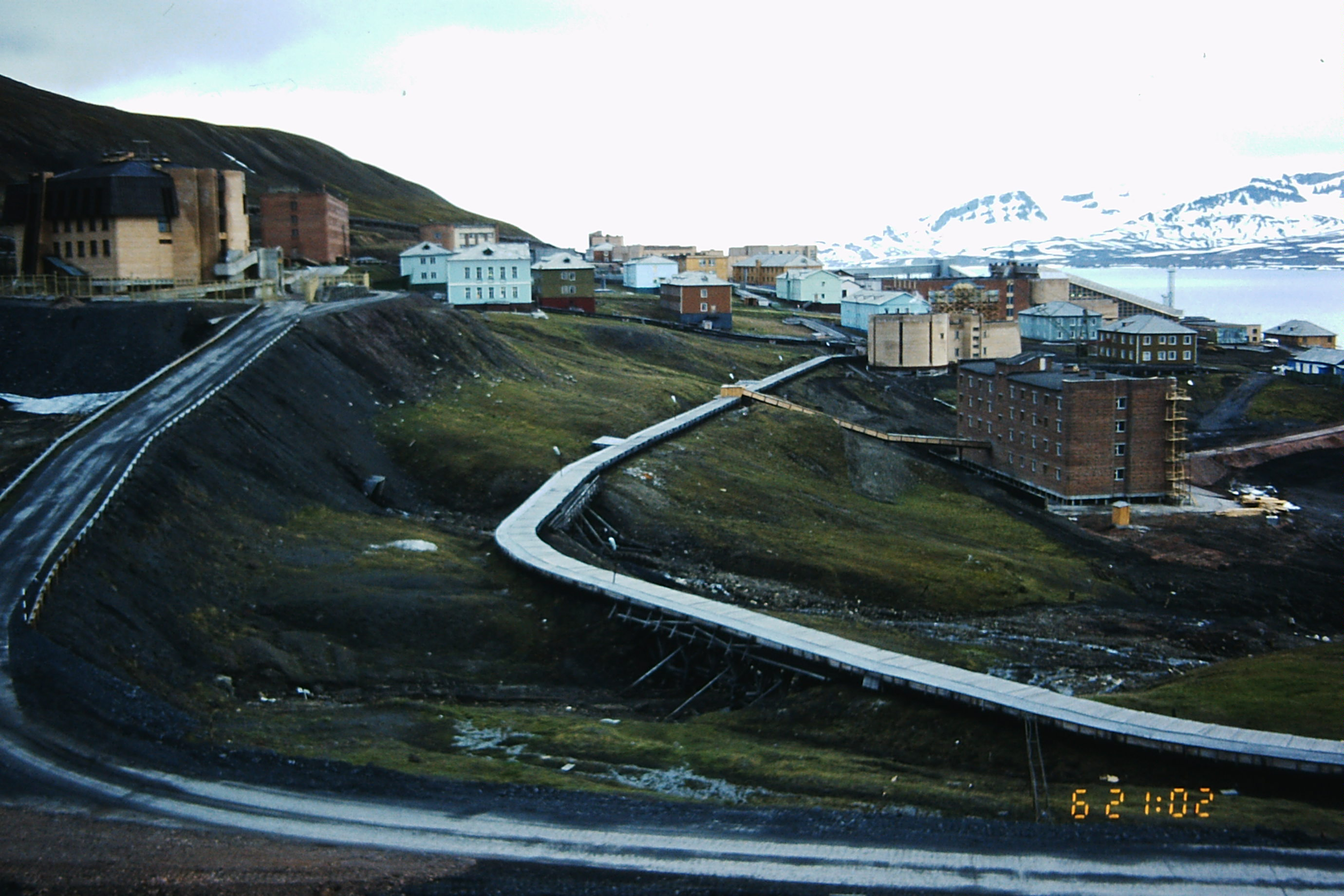
Barentsburg im Jahr 1989
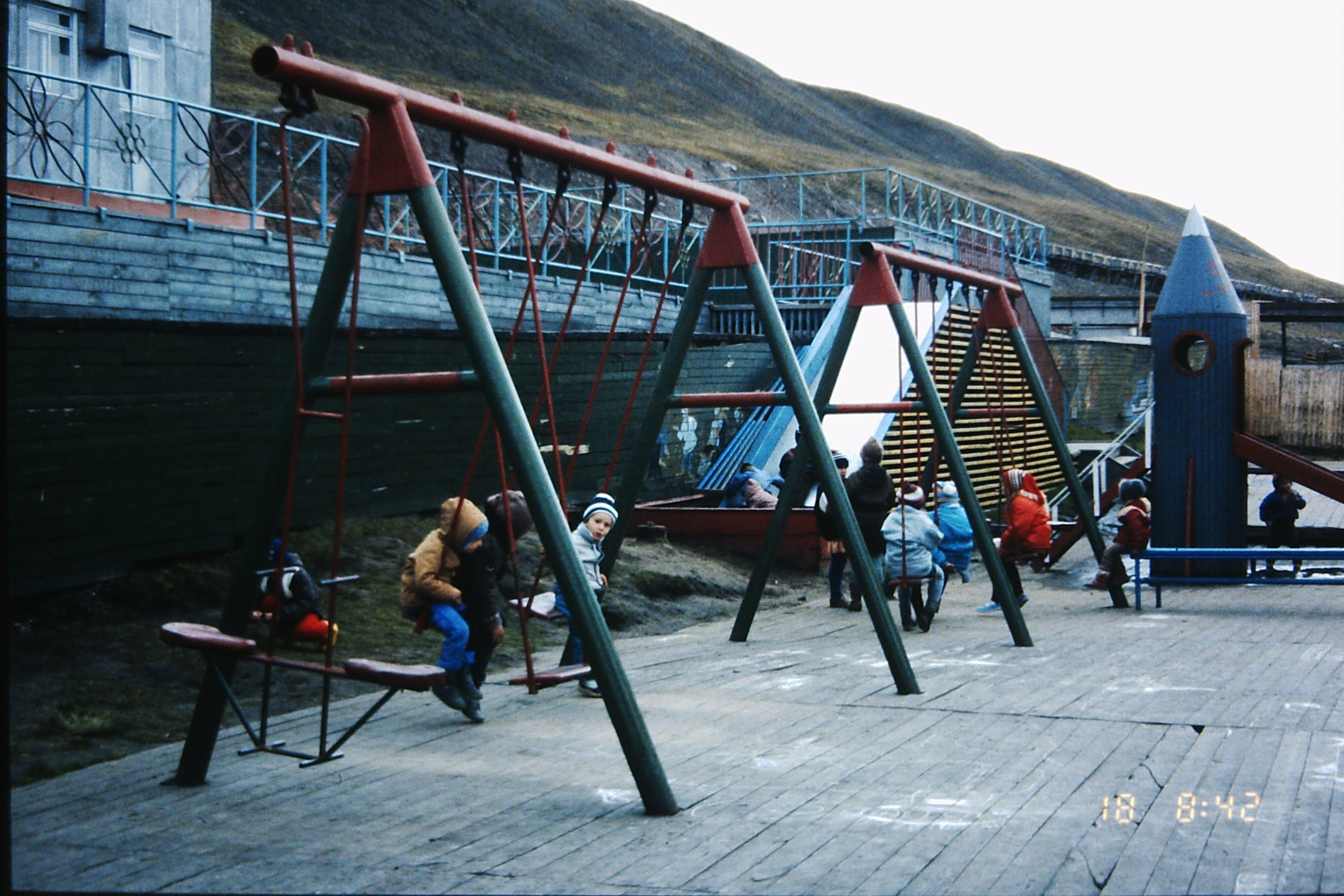
Kindergarten von Barentsburg im Sommer 1989